# Morgensterkerk (Eindhoven)
De Morgensterkerk (of: De Morgenster) is een vroegere protestantse kerk in Eindhoven. Het gebouw is gelegen aan de Mercuriuslaan 1b, in de buurt Eckart van het stadsdeel Woensel.

## Geschiedenis
Vanaf 1967 stond aan de Jasonstraat een noodkerk, die de Morgensterkapel werd genoemd en door zowel de Hervormde als de Gereformeerde gemeente werd gebruikt. Dit was een houten bouwsel dat meer weg had van een nissenhut dan van een kerkgebouw. De permanente kerk werd in 1972 in gebruik genomen. Architect was Reinier Tybout.
In 1997 werd hier nog kerkasiel aan zes Iranese vluchtelingen aangeboden.
In 2004 werd dit een PKN-kerk. Teruglopend kerkbezoek leidde ertoe dat de Morgenstergemeente in 2008 samenging met die van de Emmaüs, waarop het gebouw te koop werd gezet.
Ondertussen werd de kerk nog gebruikt door twee Afrikaanse kerkelijke gemeenten, één uit Congo en één uit Ghana. Vanaf 2012 werd het kerkgebouw ook gebruikt door de Kruispuntgemeente van de PKN. 
Sinds september 2014 kerkt de Johannesgemeente, een samenvoeging van de 'Morgenstergemeente' en de 'Emmaüsgemeente' in het gebouw. Het gebouw wordt sindsdien de 'Johanneskerk' genoemd. In 2016 werd het gebouw grondig gerenoveerd, waarbij het gebouw onder andere grote glaspartijen aan de voorzijde kreeg en kruisornamenten in gegalvaniseerd staal.
Het gebouw beschikt over een typisch naoorlogse, modernistische architectuur: sober, met een heldere structuur in de plattegrond en metselwerk in betonsteen (ook in het interieur). Een kenmerkend detail is het optisch zwevende dak, aan de onderzijde afgewerkt met ruw houten schroten en rustend op een glasstrook.